# Marta Uriarte López
Marta Uriarte López (Bilbao, siglo XX) es una ejecutiva vasca, CEO del Puente de Vizcaya o Transbordador de Vizcaya.

## Biografía
Se graduó en 1985 en Ciencias Empresariales por la Universidad de Deusto.Empezó trabajando entre 1985 y 1986 en la multinacional americana de química Dow Chemical, donde aprendió mucho sobre gestión.Posteriormente se incorporó en una empresa familiar de rodamiento. En 1991 pasó a la multinacional francesa de seguros e inversiones AXA, especializada en el negocio de protección financiera, en la que estuvo hasta 2008 en distintos departamentos, terminando en la dirección territorial norte, llevando recursos humanos.[cita requerida]
Desde 2012, y por temas familiares, tuvo que centrarse en la dirección y gestión del Transbordador de Vizcaya (Puente Colgante).Uriarte explica cómo ese puente ha sido un testimonio mudo de toda la historia de la ciudadanía bilbaína.

## Premios y reconocimientos
- 2019 Recibió un reconocimiento por su trabajo como directiva y gerente del Transbordador de Vizcaya, entregado por la asociación de Mujeres Directivas de Bizkaia.[5] [6]